# Stazione di Parco Leonardo
Stazione di Parco Leonardo vasútállomás Olaszországban, Fiumicino településen.

## Vasútvonalak
Az állomást az alábbi vasútvonalak érintik:
- Róma–Fiumicino-vasútvonal

## Kapcsolódó állomások
A vasútállomáshoz az alábbi állomások vannak a legközelebb:
- Stazione di Fiera di Roma (Stazione di Orte, FL1)
- Stazione di Fiumicino Aeroporto (Stazione di Fiumicino Aeroporto, FL1)